# Indosuchus
Indosuchus is een geslacht van uitgestorven vleesetende theropode dinosauriërs, behorend tot de groep van de Neoceratosauria, dat tijdens het Laat-Krijt leefde in het gebied van het huidige India.

## Vondst en naamgeving
De typesoort Indosuchus raptorius is in 1932 benoemd door Friedrich von Huene. De geslachtsnaam verwijst naar India en Souchos, de Klassiek Griekse naam van de Egyptische krokodillengod. De soortaanduiding betekent 'roofzuchtig' in het Latijn. In 1933 volgde een meer volledige beschrijving.
Von Huene benoemde Indosuchus op grond van drie gedeeltelijke schedels: GSI K27/685, bestaande uit de voorhoofdsbeenderen en de wandbeenderen, het kleinere specimen GSI K20/350, bestaande uit de traanbeenderen, voorhoofdsbeenderen en wandbeenderen en GSI K20/690, een schedeldak. Sankar Chatterjee koos in 1978 GSI K27/685 als het lectotype uit deze syntypen. Alle resten waren tussen 1917 en 1922 verzameld door Charles Alfred Matley bij Bara Simla (Jabalpur) in Madhya Pradesh in een laag van de Lametaformatie die stamt uit het Maastrichtien, ongeveer 69 miljoen jaar oud.

## Beschrijving
Indosuchus is een middelgrote roofsauriër waarvan de lengte geschat is op ongeveer zes meter. Hij heeft een middenkam tussen de ogen lopen en hoorns voor of achter de ogen. Een onderscheidend kenmerk is date naad tussen de neusbeenderen en de voorhoofdsbeenderen zich nog voor het traanbeen bevindt. De schedel is relatief smal.

## Fylogenie
Indosuchus werd oorspronkelijk door von Huene toegewezen aan de Allosauridae. Alick Walker meende echter in 1964 dat het een lid van de Tyrannosauridae was, een opvatting die veel invloed zou hebben en veel lastig te beantwoorden vragen opriep over de mate van isolering van het toenmalige Indiase continent. In 1986 stelde José Bonaparte echter dat het een lid van de Abelisauridae betrof, wat tot nu toe de gebruikelijke indeling is gebleven. Het is mogelijk dat verschillende latere benoemde theropoden die van evenzeer fragmentarische en slecht geconserveerde resten uit de Lametaformatie bekend zijn, zoals Indosaurus, jongere synoniemen zijn van Indosuchus. Volgens veel onderzoekers moet al deze taxa echter als nomina dubia worden beschouwd omdat de fossielen te bepekt zijn om met zekerheid ander materiaal aan toe te wijzen.